# 威廉·杜伯曼
威廉·瓦坎纳拉特·沙德拉奇·杜伯曼（英語：William Vacanarat Shadrach Tubman，1895年11月29日—1971年7月23日），简称威廉·杜伯曼（William Tubman），利比里亚政治人物，被譽為現代利比里亞之父。他曾于1944年至1971年担任利比里亚总统，同時也是該國歷史上任職時間最長的總統。
他的侄子溫斯頓·杜伯曼曾于2005年、2011年两度参选利比里亚总统。

## 早年经历
1895年出生于利比里亚马里兰县，父亲亚历山大·杜伯曼是美国黑人后裔，也是一名将军和卫理会牧师。杜伯曼从小便受到了父亲严格的要求，父亲认为床太软，因此让他睡在地板上。
杜伯曼在哈珀读完了小学和中学，1910年参军並晋升为士官。1917年通过律师资格考试成为律师。

## 初入政坛
杜伯曼取得律师资格证后，曾在马里兰县的遗嘱验证法庭、税务部门任职，并加入了真辉格党。1923年，28岁的杜伯曼当选为马里兰县利比里亚参议员，是利比里亚历史上最年轻的参议员。在任期间，杜伯曼提倡保护原住民的权益。。
1929年，杜伯曼再一次当选参议员并成为副总统亚伦·扬西的顾问，但因利比里亚贩卖奴隶事件于1931年辞职，1934年再度当选参议员。1937年，时任总统埃德温·巴克利任命他为利比里亚最高法院大法官，直到他于1943年当选为总统。

## 总统生涯
他當選總統時正逢第二次世界大戰，當時的賴比瑞亞是盟軍剩餘的少數的橡膠生產地之一。為了保證自1926年以來由凡士通公司在本國哈貝爾經營的世界上最大的橡膠種植園穩定供應橡膠，在美國政府支持下，賴比瑞亞各地相繼鋪設了道路，建立了罗伯茨国际机场，他還對首都蒙羅維亞進行了改造，並修建了一個自由港。1944年，利比里亞參加盟軍，並成為非洲僅有的四個聯合國創始成員國之一。
1946年，賴比瑞亞政府賦予該國婦女投票的權利。在政治上推行「民族统一政策」，积极改善美裔賴比瑞亞人与土著黑人之间的关系。
1955年，杜伯曼參加了在印尼舉行的萬隆會議。

## 外交政策
杜伯曼在任总统期间，利美关系更加亲密和坚固，利支持美国对北韓和越南民主共和國作战。
二戰後，杜伯曼曾兩次訪問美國。1954年，杜伯曼訪美時同艾森豪威爾總統討論了經濟、軍事、政治問題，並達成一項美國向利比里亞提供1500萬美元貸款的協定。此外，美國還同意增加對利比里亞的武器和軍事裝備援助，1957年3月，當時的副總統尼克松對利比里亞進行了正式的訪問，杜伯曼對美國的援助深表感謝，尼克松離開利比里亞時表示美國應加大對賴國的援助。1959年，利比里亞成為第一個與美國簽訂共同防禦條約的非洲國家，1961年，杜伯曼再次訪美。
除美國外，賴比瑞亞與英國關係也較緊密，英國女王伊利莎白二世亦於1961年訪賴。杜伯曼則於翌年訪英，他最終也在英國去世。